# Hrabstwo Worcester (Massachusetts)

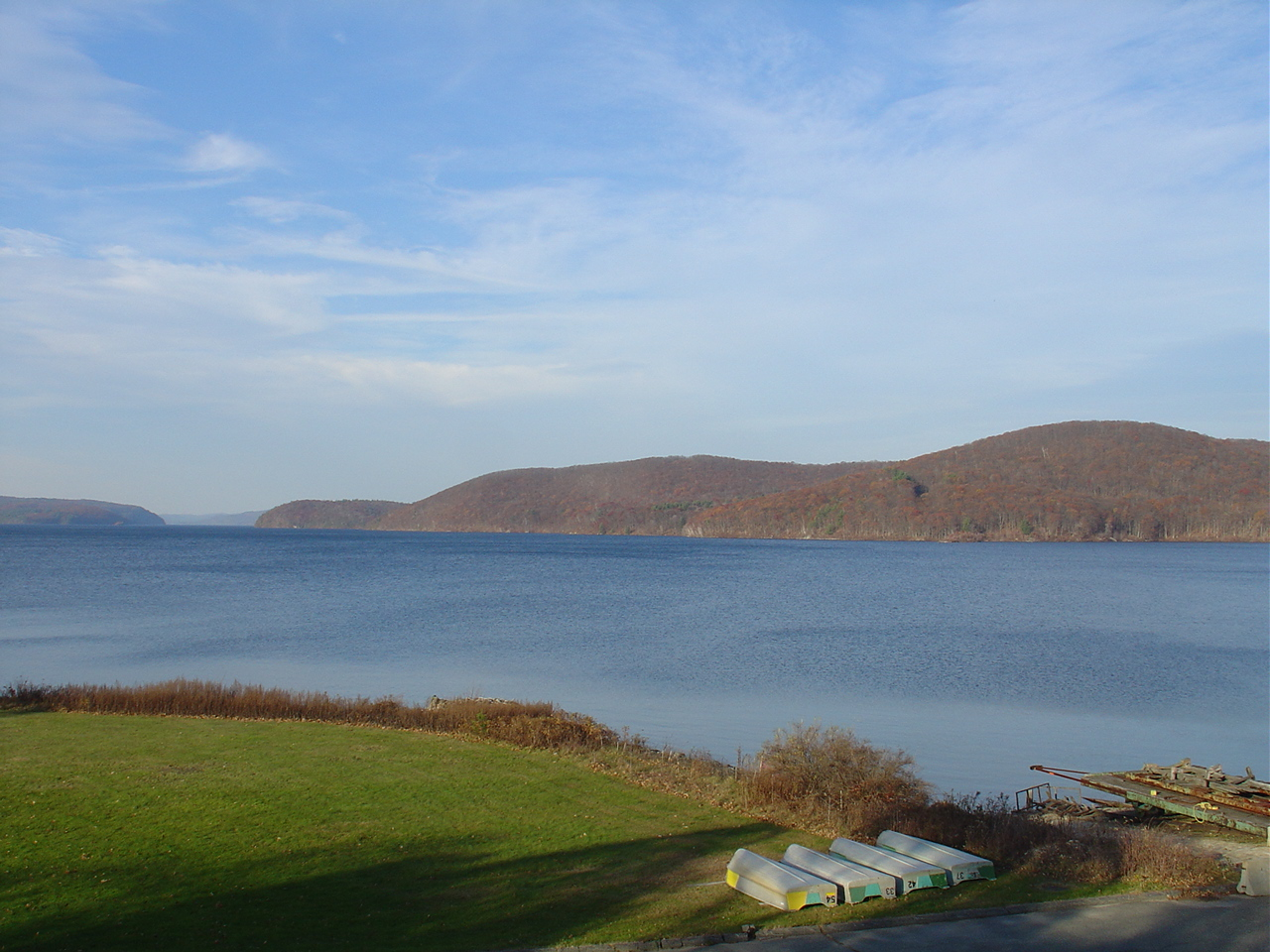
Zbiornik Quabbin częściowo znajduje się w hrabstwie Worcester

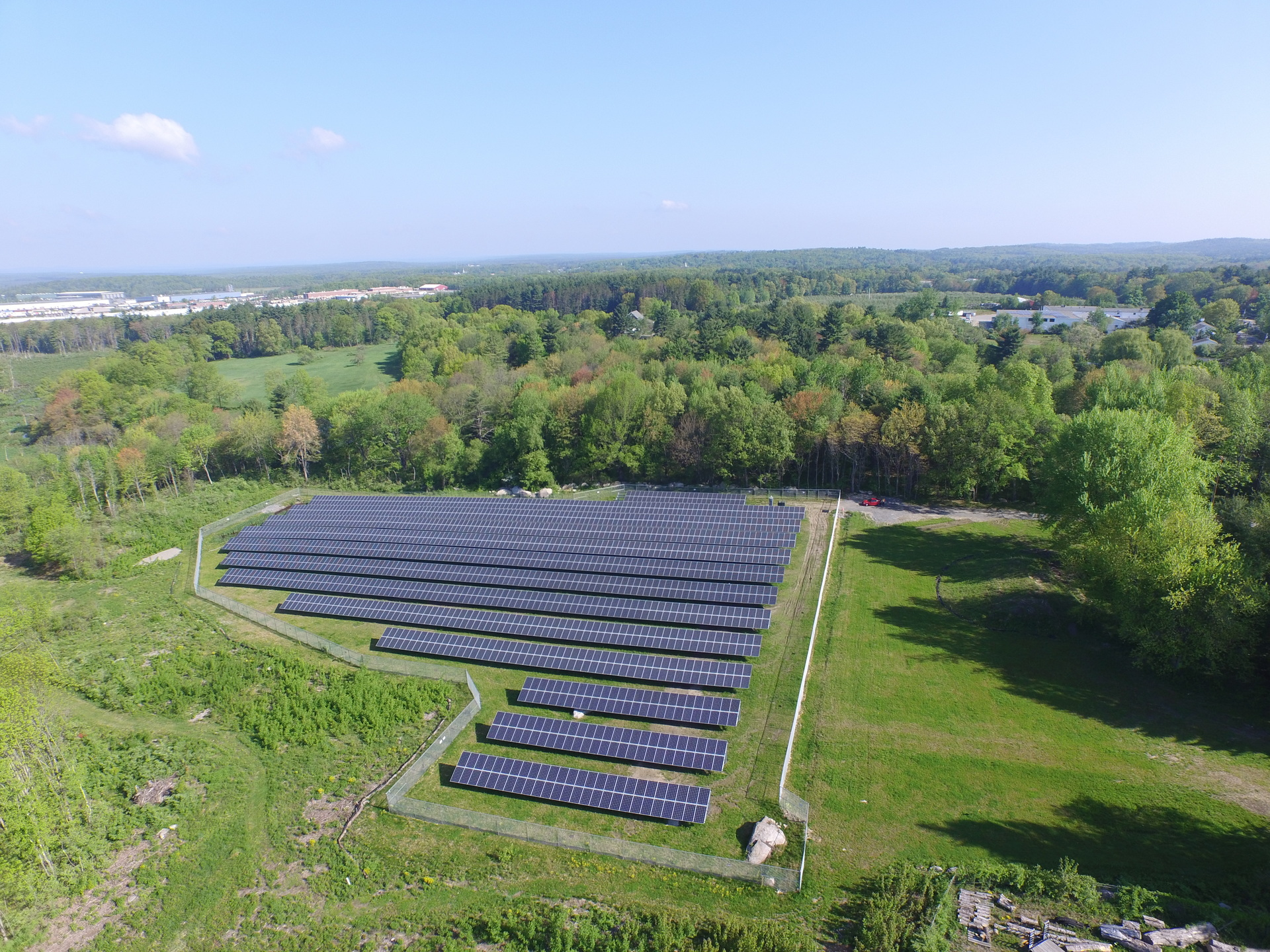
Elektrownia słoneczna w hrabstwie Worcester

Hrabstwo Worcester (ang. Worcester County, (ˈwʊstərⓘ)) – hrabstwo w USA, w centralnej części stanu Massachusetts. Według spisu w 2020 roku liczy 862,1 tys. mieszkańców, co czyni go drugim najbardziej zaludnionym hrabstwem w stanie, a także jest największy pod względem powierzchni. Centrum administracyjne (ang. county seat) hrabstwa mieści się w mieście Worcester. Inne większe miejscowości to: Leominster, Fitchburg i Milford.

## Sąsiednie hrabstwa
- Hrabstwo Cheshire, New Hampshire – północ
- Hrabstwo Hillsborough, New Hampshire – północ/północny wschód
- Hrabstwo Middlesex, Massachusetts – wschód/północny wschód
- Hrabstwo Norfolk, Massachusetts – wschód/południowy wschód
- Hrabstwo Providence, Rhode Island – południe/południowy wschód
- Hrabstwo Windham, Connecticut – południe
- Hrabstwo Tolland, Connecticut – południe/południowy zachód
- Hrabstwo Hampden, Massachusetts – zachód/południowy zachód
- Hrabstwo Hampshire, Massachusetts - zachód
- Hrabstwo Franklin, Massachusetts - zachód/północny zachód

## Miasta
- Ashburnham
- Athol
- Auburn
- Barre
- Berlin
- Blackstone
- Bolton
- Boylston
- Brookfield
- Charlton
- Clinton
- Douglas
- Dudley
- East Brookfield
- Fitchburg
- Gardner
- Grafton
- Hardwick
- Harvard
- Holden
- Hopedale
- Hubbardston
- Lancaster
- Leominster
- Leicester
- Lunenburg
- Mendon
- Millbury
- Millville
- New Braintree
- North Brookfield
- Northborough
- Northbridge
- Oakham
- Oxford
- Paxton
- Petersham
- Phillipston
- Princeton
- Royalston
- Rutland
- Shrewsbury
- Southborough
- Spencer
- Sterling
- Sturbridge
- Sutton
- Templeton
- Upton
- Uxbridge
- Warren
- Webster
- West Brookfield
- Westborough
- Westminster
- Winchendon
- Worcester

## CDP
- Athol
- Barre
- Baldwinville
- Cordaville
- Clinton
- East Brookfield
- East Douglas
- Fiskdale
- Hopedale
- Lunenburg
- Milford
- North Brookfield
- Northborough
- Oxford
- Rutland
- Spencer
- South Ashburnham
- South Lancaster
- Sturbridge
- Upton-West Upton
- Warren
- Webster
- West Brookfield
- Westborough
- Whitinsville
- Winchendon

## Demografia
W latach 2010–2020 populacja hrabstwa wzrosła o 8% do 862,1 tys. mieszkańców, w tym 13% stanowiły osoby urodzone za granicami Stanów Zjednoczonych. Skład rasy przedstawiał się następująco:
- biali nielatynoscy – 74,5%
- Latynosi – 12,8%
- czarni lub Afroamerykanie – 6,6%
- Azjaci – 5,6%
- rasy mieszanej – 2,4%.

W 2021 roku największe grupy stanowiły osoby pochodzenia irlandzkiego (17,7%), francuskiego lub francusko–kanadyjskiego (13,2%), włoskiego (11,2%), angielskiego (9,1%), portorykańskiego (7,5%), niemieckiego (5,1%), polskiego (4,6%), „amerykańskiego” (4,1%) i afrykańskiego lub arabskiego (3,1%).

## Religia

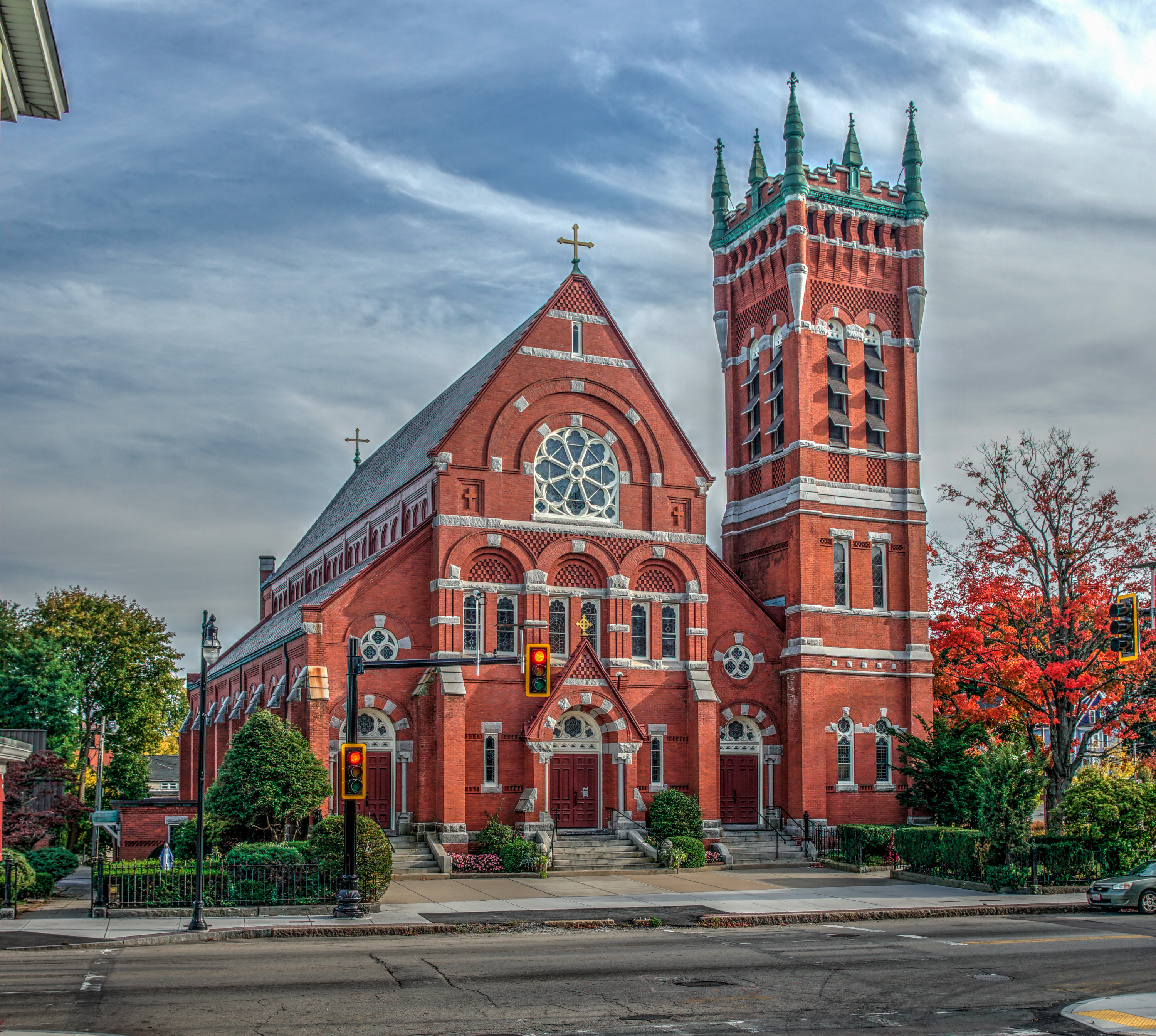
Kościół katolicki św.Piotra w Worcester

Według danych z 2010 roku do największych grup religijnych w hrabstwie należały:
- Kościół katolicki – 306,9 tys. członków w 117 kościołach,
- Zjednoczony Kościół Chrystusa – 14,2 tys. członków w 65 kościołach,
- lokalne bezdenominacyjne zbory ewangelikalne – 14,1 tys. członków w 36 zborach,
- Kościoły baptystyczne – ponad 10 tys. członków w 70 zborach,
- Kościoły zielonoświątkowe – ok. 10 tys. członków w 53 zborach.